# Amsterdam Admirals
Pour les articles homonymes, voir Admiral.
Stade
Maillots
Champion XIII (2005)
Les Amsterdam Admirals sont une franchise néerlandaise de football américain basée à Amsterdam. Cette formation qui évolue au Amsterdam ArenA (51 859 places) fut fondée en 1995, rejoignant la World League. Les Admirals disputaient la NFL Europe.

## Palmarès
- Champion de la NFL Europe : 2005
- Vice-champion de la NFL Europe : 1995, 2006

## Saison par saison
| saison       | victoires | défaites | nuls | classement | play-offs                    |
| ------------ | --------- | -------- | ---- | ---------- | ---------------------------- |
| World League |           |          |      |            |                              |
| 1995         | 9         | 1        | 0    | 1er        | Défaite au World Bowl III    |
| 1996         | 5         | 5        | 0    | 3e         | --                           |
| NFL Europe   |           |          |      |            |                              |
| 1997         | 5         | 5        | 0    | 3e         | --                           |
| 1998         | 7         | 3        | 0    | 3e         | --                           |
| 1999         | 4         | 6        | 0    | 4e         | --                           |
| 2000         | 4         | 6        | 0    | 4e         | --                           |
| 2001         | 4         | 6        | 0    | 4e         | --                           |
| 2002         | 4         | 6        | 0    | 5e         | --                           |
| 2003         | 4         | 6        | 0    | 5e         | --                           |
| 2004         | 5         | 5        | 0    | 3e         | --                           |
| 2005         | 6         | 4        | 0    | 2e         | Vainqueur du World Bowl XIII |
| 2006         | 7         | 3        | 0    | 1er        | Défaite au World Bowl XIV    |